# Characella capitolii
Characella capitolii är en svampdjursart som beskrevs av Mothes, Maldonado, Eckert, Lerner, Campos och Carraro 2007. Characella capitolii ingår i släktet Characella och familjen Pachastrellidae. Inga underarter finns listade i Catalogue of Life.